# Episodi di Giorno per giorno (serie televisiva 1975) (terza stagione)
La terza stagione della serie televisiva Giorno per giorno, composta da 24 episodi, è stata trasmessa negli Stati Uniti sul canale CBS dal 27 settembre 1977 al 3 aprile 1978.
| n° | Titolo originale          | Titolo italiano | Prima TV USA      | Prima TV Italia |
| -- | ------------------------- | --------------- | ----------------- | --------------- |
| 1  | The Older Man (Part 1)    |                 | 27 settembre 1977 |                 |
| 2  | The Older Man (Part 2)    |                 | 4 ottobre 1977    |                 |
| 3  | The Older Man (Part 3)    |                 | 11 ottobre 1977   |                 |
| 4  | The Older Man (Part 4)    |                 | 18 ottobre 1977   |                 |
| 5  | Ann's Out-of-Town Client  |                 | 25 ottobre 1977   |                 |
| 6  | Bob Loves Barbara         |                 | 1 novembre 1977   |                 |
| 7  | The Second Mrs. Cooper    |                 | 8 novembre 1977   |                 |
| 8  | The Ghost Writer          |                 | 22 novembre 1977  |                 |
| 9  | Barbara's Friend (Part 1) |                 | 29 novembre 1977  |                 |
| 10 | Barbara's Friend (Part 2) |                 | 6 dicembre 1977   |                 |
| 11 | Schneider's Kid           |                 | 13 dicembre 1977  |                 |
| 12 | Ann's Crisis              |                 | 27 dicembre 1977  |                 |
| 13 | The Race Driver (Part 1)  |                 | 3 gennaio 1978    |                 |
| 14 | The Race Driver (Part 2)  |                 | 10 gennaio 1978   |                 |
| 15 | Ann's Secretary           |                 | 17 gennaio 1978   |                 |
| 16 | Barbara's Rebellion       |                 | 30 gennaio 1978   |                 |
| 17 | The New Owner             |                 | 6 febbraio 1978   |                 |
| 18 | Ann's Competitor          |                 | 13 febbraio 1978  |                 |
| 19 | The Dress Designer        |                 | 27 febbraio 1978  |                 |
| 20 | Take the Money            |                 | 6 marzo 1978      |                 |
| 21 | Barbara the Fink          |                 | 13 marzo 1978     |                 |
| 22 | Julie's Big Move (Part 1) |                 | 20 marzo 1978     |                 |
| 23 | Julie's Big Move (Part 2) |                 | 27 marzo 1978     |                 |
| 24 | Ann, the Father           |                 | 3 aprile 1978     |                 |